# شراكة (الصين)
الشراكة في جمهورية الصين الشعبية هي كيان تجاري يحكمه قانون مؤسسة الشراكة الذي أقرته اللجنة الدائمة للمجلس الوطني لنواب الشعب لتفويض شركات الشراكة وإدارتها. الشراكة هي نوع من الكيانات التجارية التي يتشارك فيها الشركاء مع بعضهم البعض أرباح أو خسائر التعهد التجاري الذي استثمر فيه الجميع.

## التاريخ
من عام 1368 إلى عام 1911 كانت الشراكات مع الأسهم التوزيعية هي الشكل الرئيسي لكيان تجاري يديره المستثمرون مناجم الفحم.
في العصر الحديث، كانت معظم الشركات عبارة عن شراكات في شكل شراكات عامة تفرض مسؤولية غير محدودة على الشركاء. في عام 1933 كانت 41٪ من المصانع تُدار بواسطة شراكات  20٪ كانت ملكية فردية. بعد نهاية الخمسينيات من القرن الماضي تسببت مركزية الاقتصاد في اختفاء شكل الشراكة لما يقرب من 30 عامًا. في الثمانينيات عادت الشراكات بأسماء مختلفة لتجنب التسمية الحساسة للملكية الخاصة.
في 1 يونيو 2007 دخل قانون مؤسسة الشراكة حيز التنفيذ وأسس شراكات ككيان تجاري قانوني.

## مشروع الشراكة
يشير مصطلح مؤسسة الشراكة إلى الشراكات العامة والشراكات المحدودة التي قد تنشأ داخل الصين من قبل الأشخاص الطبيعيين والأشخاص الاعتباريين والمنظمات الأخرى. لا يجوز لشركة ممولة من الدولة أو شركة مملوكة للدولة أو شركة مدرجة أو مؤسسة عامة موجهة نحو الرفاهية العامة أو مؤسسة اجتماعية أن تصبح شريكًا عامًا في شراكة محدودة.
- الشراكة العامة: يمكن تشكيل شراكة عامة من قبل شركاء متضامنين يتحملون مسؤولية مشتركة ومتعددة غير محدودة عن ديون الشراكة. يتقاسم الشركاء العامون التزامات غير محدودة لديون الشراكة.
- الشراكة المحدودة: يتم تشكيل شراكة محدودة من خلال مجموعة من الشركاء العامين والشركاء المحدودين حيث يتحمل الشركاء المحدودون التزامات ديون الشراكة في حدود مساهماتهم الرأسمالية.
- الشراكة العامة الخاصة: تشبه الشراكة العامة فيما عدا أنها يجب أن تكون مؤسسة خدمات مهنية تقدم خدمات تتطلب معرفة مهنية ومهارات خاصة. يحمي الهيكل الشركاء المشاركين من المسؤوليات بسبب سوء السلوك المتعمد أو الإهمال الجسيم لشريك واحد أو مجموعة من الشركاء. الغرض منه هو أن يكون الشكل المفضل للتنظيم لشركات المحاماة والمحاسبة.[4]

## التأسيس
تتطلب الشراكة اتفاق مكتوب بين الشركاء. يجب تقديم هذه الاتفاقية المكتوبة إلى الهيئة الحكومية لتسجيل الأعمال التجارية جنبًا إلى جنب مع هوية الشركاء. يجب أن تلتزم الشراكة بالمتطلبات التالية:
- لديك شريكان أو أكثر.
- لديك اتفاقية شراكة مكتوبة.
- الاشتراك في مساهمات رأس المال أو دفعها بالفعل من قبل الشركاء.
- أن يكون لديك اسم ومكان عمل لمشروع الشراكة.
- الالتزام بأي شروط أخرى ينص عليها القانون.
- إذا كانت شراكة عامة أو شراكة محدودة فيجب أن يكون ذلك باسمها.
- لا يجوز أن يكون للشراكة المحدودة أقل من شريكين حيث يكون أحدهما شريكًا عامًا ولا يجوز أن يكون لها أكثر من خمسين شريكًا.

## المطلوبات
يجب أن تدفع الشراكة جميع ديونها مع الممتلكات المساهمة في الشراكة من قبل الشركاء. إذا كانت الشراكة عبارة عن شراكة عامة فإن الشركاء يتحملون مسؤولية تضامنية ومتعددة. لا يجوز للشريك المحدود إتمام عمليات الشراكة ولا يجوز لهذا الشريك تمثيل الشراكة لأطراف ثالثة.

## المساهمات الرأسمالية
قد يساهم الشريك برأس مال في الشراكة لكسب حصة من أرباح أو خسائر الشراكة. قد تشمل المساهمة في رأس المال المال أو حقوق الملكية الفكرية، أو حق استخدام الأرض أو غيرها من الممتلكات، أو خدمات العمل بتقييم يتم تحديده بالاتفاق بين الشركاء. إذا كانت الشراكة عبارة عن شراكة محدودة، فلا يجوز للشركاء المحدودين تقديم مساهمات رأسمالية مع خدمات العمالة.

## التوزيعات
يتبع مخطط التوزيع الافتراضي للأرباح أو الخسائر نسبة المساهمات الرأسمالية التي يقدمها الشركاء. ومع ذلك قد يتبع مخطط التوزيع اتفاق تفاوضي غير رسمي أو يلتزم بالمخطط المعتمد في اتفاقية الشراكة. إذا تعذر تحديد نسب مساهمات رأس المال فسيتم توزيع الأرباح أو الخسائر بالتساوي من قبل الشركاء. لا يجوز لاتفاقية الشراكة أن توزع كل الخسائر أو الأرباح على واحد فقط أو مجموعة من الشركاء داخل الشراكة.